# 布朗角 (南極洲)
布朗角（英語：Cape Brown）是南極洲的海角，位於亞歷山大一世島東北岸，處於道格拉斯嶺北端尼古拉斯山的東北面10公里，該山峰1在1909年由法國探險隊發現。
69°16′S 69°45′W / 69.267°S 69.750°W
 本条目引用的公有领域材料来自美国地质调查局的文档《Brown, Cape》 （資料來自地名信息系统）。